# Rudik Hjusnunz

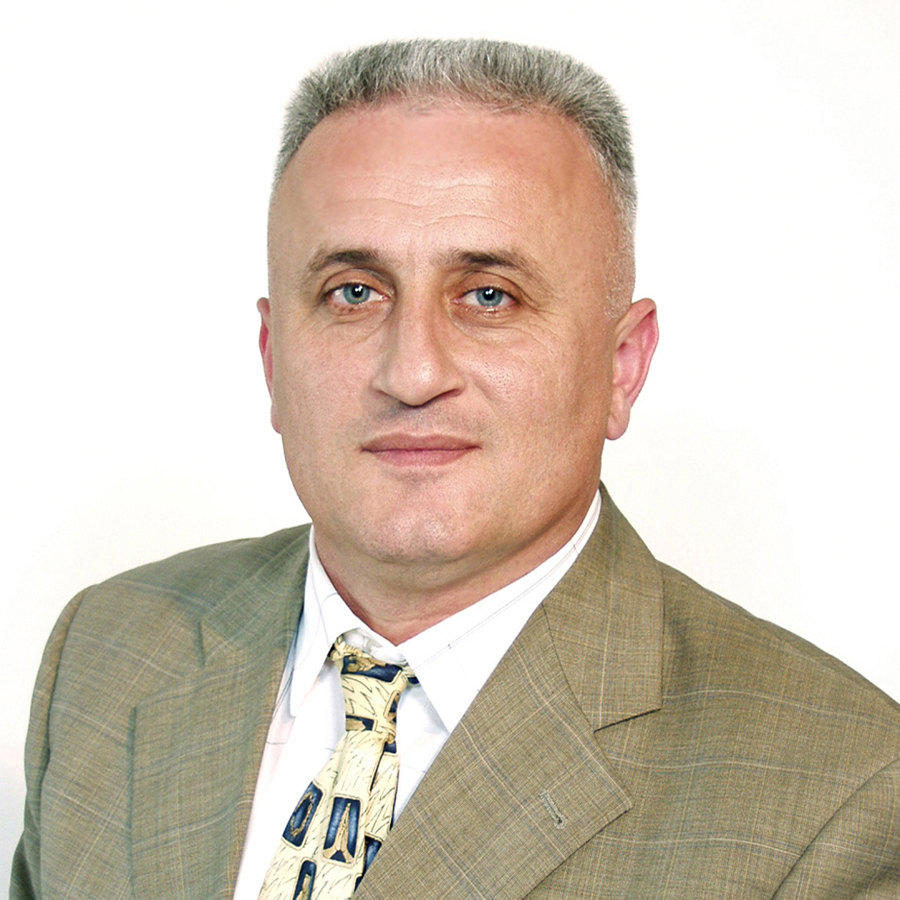
Rudik Hjusnunz

Rudik Leoni Hjusnunz (armenisch Ռուդիկ Լևոնի Հյուսնունց; * 26. September 1963 in der Stadt Martakert, Provinz Martakert) ist ein armenischer Politiker der Republik Arzach.

## Leben
1980 beendete Hjusnunz seine Schulausbildung. Von 1983 bis 1985 diente er bei der sowjetischen Armee. 1988 beendete er die Musikschule „Sajat Nova“ in Stepanakert. Im Jahr 1993 absolvierte er die Armenische Staatliche Pädagogische Universität „Chatschatur Abowjan“, die Abteilung für kulturelle und aufklärerische Tätigkeit und Methodik. Von 1988 bis 2005 war er für die armenische kirchenliebende Brüderlichkeit in Arzach verantwortlich. Er nahm an dem Arzacher nationalen Befreiungskrieg teil. Von 1992 bis 1993 war er der Leiter der Politabteilung der Verteidigungsarmee NKR.

## Politik
1994 wurde Hjusnunz bei den Wahlen zur ersten Nationalversammlung NKR durch Wahlbezirk N 7 als Abgeordneter gewählt. Bei den Wahlen zur vierten Nationalversammlung am 19. Juni 2005 wurde er nach Mehrheitssystem durch Wahlbezirk N 13 als Abgeordneter gewählt. Am 30. Juni 2005 wurde er während der ersten Plenarsitzung als Stellvertreter des Vorsitzenden des Nationalrates gewählt. Bei den Wahlen zur fünften Nationalversammlung am 23. Mai 2010 wurde er nach Mehrheitssystem durch Wahlbezirk N 9  als Abgeordneter gewählt.
Er ist ein Mitglied des ständigen Ausschusses für Außenbeziehungen, ebenso der Partei und des Präsidiums der Partei Freie Heimat (armenisch Asat Hajreniq).
Rudik Hjusnunz ist verheiratet und hat fünf Kinder.